# Raión de Kolomyia
Raión de Kolomyya (en ucraniano: Коломийський район) es un raión o distrito de Ucrania en el óblast de Ivano-Frankivsk. La capital es la ciudad de Kolomyya.
Comprende una superficie de 2484,5 km². Su territorio fue definido en 2020 mediante la fusión del territorio que hasta entonces tenía el raión de Kolomyya con los hasta entonces vecinos raiones de Horodenka y Sniatyn. En 2020 también se integró en el nuevo territorio la propia ciudad de Kolomyya, que hasta entonces no formaba parte del raión por estar constituida como ciudad de importancia regional.

## Demografía
Según estimación 2020 contaba con una población total de 279 800 habitantes.

## Subdivisiones
Tras la reforma territorial de 2020, el raión incluye 13 municipios: las ciudades de Kolomyya (la capital), Horodenka y Sniatyn, los sélyshcha de Chernelytsia, Hvizdets, Otyniya, Pechenizhyn y Zábolotiv y los municipios rurales de Kórshiv, Matéyivtsi, Nyzhni Vérbizh, Pidhaichyky y Pyádyky.

## Otros datos
El código KOATUU fue 78200. El código postal 3433 y el prefijo telefónico +380.